# Eublemma parvisi
Eublemma parvisi là một loài bướm đêm trong họ Erebidae.